# Johann Christoph Gottsched
Johann Christoph Gottsched (født 2. februar 1700 i Judithenkirch i nærheden af Königsberg, død 12. december 1766 i Leipzig) var en tysk forfatter.
Gottsched var søn af en præst, og kom allerede som 14-årig til Königsbergs Universitet for at studere teologi, men opgav snart dette studium til fordel for filosofi og klassisk filologi. Efter at have taget magistergraden, flygtede han 1724 af frygt for de preussiske hververe til Leipzig, hvor han blev lærer for en søn af den berømte polyhistor Mencke. Han begyndte nu at holde forelæsninger over de skønne videnskaber og blev 1730 udnævnt til ekstraordinær professor i poesi, 1734 til ordentlig professor i logik og metafysik.
Han lagde sig det tyske sprogs udvikling på sinde, omdannede det såkaldte Görlitzer poetische Gesellschaft til et Deutsche Gesellschaft, hvis formål skulde være at dyrke poesi og veltalenhed, og åbnede allerede 1725 rækken af sine tidsskrifter med Die vernunftigen Tadlerinnen. Som digter var han af ringe betydning — hans sørgespil Der sterbende Cato (Leipzig 1732) var for eksempel således en komposition over forbilleder fra Addisons og Deschamps produktion.
På det tyske teaters ledelse kom han derimod til at øve stor indflydelse, da han vilde reformere det i franskmændenes ånd, og han vandt die Neuberin, Leipzig-reaterdirektør Neubers hustru for sine planer. I Deutsche Schaubühne (Leipzig 1740—46, 6 bind) samlede Gottsched en række dramaer, der skulde være forbilledlige for skuepladsen — ved siden af Gottscheds og hustrus egne, J.E. Schlegels, Quistorps og Uhlichs originalarbejder, oversættelser, blandt andet af Racine, Corneille, Voltaire, Molière og Holberg.
Mange ubehageligheder pådrogs ham af hans interesse for teatret. Han blev senere uvenner med fru Neuber, der udleverede ham til ubarmhjertig spot i et forspil. Lignende stridigheder gjorde ham omsider ked af teatret — resten af sit liv viede han teorierne og litteraturhistorienn. Stadig var han dog gennem sit liv indviklet i fejder og polemikker — f.eks. med Schweizerskolen under Bodmer og Breitinger angående poesiens teori, og i kampen med disse blev Gottsched den underlegne. I Klopstock fandt schweizerne deres ideal, og Gottsched blev kun latterlig, når han søgte at nedsætte Messiaden.
Gottscheds senere liv formede sig ret trist. Han mistede 1762 sin hustru, den begavede Louise Kulmus fra Danzig, som han havde ægtet 1735, og hvis lystspil viser en munter ånd. Han var ikke blevet den reformator af den tyske scene, han havde håbet at svinge sig op til. Det eneherredømme, han 1729—40 havde ført over tysk åndsliv, har dog sat sig dybe spor, men hans senere liv svækker hans anseelse og betydning.
Foruden digte og et skæmtedigt Der Prozess (1774) har han udgivet teoretiske skrifter som Versuch einer kritischen Dichtkunst für die Deutsche (1730), Grundlegung der deutschen Sprachkunst (1748) og Ausführliche Redekunst (1728). Et vigtigt hjælpemiddel for studiet af den tyske skuespilkunsts historie er endnu i vore dage Gottscheds Nothiger Vorrat zur Geschichte der deutschen dramatischen Dichtkunst (1757—65).